# Monte San Martino
Monte San Martino är en ort och kommun i provinsen Macerata i regionen Marche i Italien. Kommunen hade 734 invånare (2018).